# Röstånga socken
Röstånga socken i Skåne ingick i Onsjö härad med delar före 1880 i Norra Åsbo härad,, ingår sedan 1971 i Svalövs kommun och motsvarar från 2016 Röstånga distrikt.
Socknens areal är 26,64 kvadratkilometer varav 26,51 land. År 2000 fanns här 975 invånare. Tätorten Röstånga med sockenkyrkan Röstånga kyrka ligger i socknen. 

## Administrativ historik
Socknen har medeltida ursprung. Före 1880 låg delar, Härsnäs, Kolema, Uggleröd och Nackarp, i Norra Åsbo härad och Kristianstads län.
Vid kommunreformen 1862 övergick socknens ansvar för de kyrkliga frågorna till Röstånga församling och för de borgerliga frågorna bildades Röstånga landskommun. Landskommunen utökades 1952 och upplöstes 1969 då denna del uppgick i Svalövs landskommun, som 1971 ombildades till Svalövs kommun. Församlingen uppgick 2006 i Kågeröd-Röstånga församling.
1 januari 2016 inrättades distriktet Röstånga, med samma omfattning som församlingen hade 1999/2000.  
Socknen har tillhört län, fögderier, tingslag och domsagor enligt vad som beskrivs i artikeln Onsjö härad. De indelta soldaterna tillhörde Norra skånska infanteriregementet, Frosta kompani och Skånska husarregementet, Kollebergs skvadron, Livkompaniet.

## Geografi
Röstånga socken ligger norr om Eslöv på Söderåsens sydöstra del och kring Odensjön. Socknen är i söder en småkuperad odlingsbygd och i nordväst en kuperad skogsbygd med höjder som når 167 meter över havet.

## Fornlämningar
Några boplatser från stenåldern är funna samt en stensättning av järnålderstyp.

## Namnet
Namnet skrevs 1472 Reffstangh och kommer från kyrkbyn. Namnet kan innehålla rävastång, 'gallerstång för fångst av räv', alternativt kan namnet innehålla räv och tång, 'terrängkil'..